# Ralph Shove
Ralph Samuel Shove (31. maj 1889 - 2. februar 1966) var en britisk roer.
Shove vandt en sølvmedalje ved OL 1920 i Antwerpen, som del af den britiske otter, der desuden bestod af John Campbell, Ewart Horsfall, Sebastian Earl, Sidney Swann, Walter James, Guy Oliver Nickalls, Richard Lucas og styrmand Robin Johnstone. I en tæt finale blev briterne besejret med bare 0,8 sekunder af guldvinderne fra USA, mens Norge vandt bronze.
Shove var studerende ved University of Cambridge, og var i både 1912 og 1913 med i båden i det traditionsrige Boat Race på Themsen.

## OL-medaljer
- 1920:  Sølv i otter